# تونغو دومبيا
تونغو حامد دومبيا (بالفرنسية: Tongo Hamed Doumbia)‏ (مواليد 6 أغسطس 1989 في فيرنون - فرنسا) لاعب كرة قدم مالي يلعب في مركز الوسط المحوري .

## روابط خارجية
- تونغو دومبيا على موقع قاعدة بيانات كرة القدم.إي يو (الإنجليزية)
- تونغو دومبيا على موقع ليكيب (الفرنسية)
- تونغو دومبيا على موقع ناشيونال فوتبول تيمز (الإنجليزية)
- تونغو دومبيا على موقع Soccerbase.com (لاعب) (الإنجليزية)
- تونغو دومبيا على موقع Soccerway.com (الإنجليزية)
- تونغو دومبيا على موقع عالم كرة القدم.نت (الإنجليزية)